# 2005年フランスグランプリ
2005年フランスグランプリ (Mobil 1 Grand Prix de France) は、2005年F1世界選手権の第10戦として、2005年7月3日にマニクール・サーキットで開催された。

## レース概要
2005年フランスグランプリは2005年シーズンの第10戦であり、インディゲート後初のレースであった。F1はその56年の歴史で最も忙しい月を過ごすこととなり、マニクールはヨーロッパ帰還後の4連戦の初戦となった。レースウィークエンドが始まると、マクラーレンとルノーは最速タイムをラップし、金曜の2回のプラクティスセッションではトップタイムを記録した。しかしながら新スペックのメルセデスV10エンジンを使用したキミ・ライコネンはその不調に苦しみ、エンジンを交換、結果として10グリッド降格のペナルティを受けた。ルノーは土曜日のプラクティスでファステストタイムをたたき出したが、このセッションでは9台しか走行しなかった。ジャンカルロ・フィジケラは予選前の最終プラクティスで最速であったが、その背後にはライコネンが迫っていた。
予選ではほとんど前戦のグリッドと同じような順番となった。14台が最初のラップで撤退した。ミナルディとジョーダンはセッション終盤まで走行したが、後方の4ポジションを改善することはできなかった。週末を通して苦戦したウィリアムズは新型の空力パーツを装着したものの、13位と14位であり、一方ザウバーはシーズン最高の10位と11位を占めた。フェルナンド・アロンソがポールポジションを獲得し、トヨタのヤルノ・トゥルーリが2位、そしてライコネンが後に続いたが、10グリッド降格で13番手からのスタートとなった。予選トップ9のタイムは1秒足らずの間にひしめいていた。
レースが始まるとアロンソは見る見るうちに加速し、その後方ではトゥルーリが第1コーナーでミハエル・シューマッハを防いだ。一方ルーベンス・バリチェロが佐藤琢磨を追い抜いて4位となった。ライコネンはマーク・ウェバーとラルフ・シューマッハを抜いて第1ラップの終わりには11位となった。第2ラップでアロンソは2位との差を3秒に広げ、一方でライコネンはジャック・ヴィルヌーヴを抜いて10位に浮上した。レッドブルのクリスチャン・クリエンが2ラップ目で燃料圧不足のためこのレースで最初のリタイアとなる。アロンソは連続してファステストラップを記録し続け、5ラップ後にはトゥルーリに対して7秒以上の差を付けていた。トゥルーリはシューマッハを抑えながらも1周当たり1.5秒はアロンソに遅れ、シューマッハは数周に渡って打開策を見つけられず、最初のドライバーがピットストップを始めるまでに、アロンソとの差を19秒まで広げられてしまった。
ミナルディのパトリック・フリーザッハーが13ラップ目に最初のピットストップを行い、佐藤琢磨、フェリペ・マッサ、ラルフ・シューマッハ、ティアゴ・モンテイロがこれに続いて15ラップ目にピットインした。ナレイン・カーティケヤンとクリスチャン・アルバースが16ラップ目にピットインし、17ラップ目には先頭集団の中から4位のルーベンス・バリチェロがピットインした。次の周にはトゥルーリとミハエル・シューマッハがピットインし、シューマッハがトゥルーリの前に出る最初のチャンスとなった。シューマッハは燃料を僅かしか補給せず、トゥルーリは予想以上に時間がかかり、シューマッハが先にコース復帰した。13位で苦闘するニック・ハイドフェルドも最初のピットストップを行った。アロンソが最後、30秒近いリードを築いて20ラップ目にピットインし、首位でコース復帰した。この一連のピットストップで、マクラーレンの2台はファン・パブロ・モントーヤが2位、ライコネンが3位で走行することとなった。21ラップ目にデビッド・クルサードがピットインし、コース復帰する際にハイドフェルドと接触寸前となる。ハイドフェルドは自身の順位を維持した。その間、佐藤はアデレードヘアピンでバリチェロをパス、6位に浮上した。
マクラーレンの両名は第1スティントの走行を続け、モントーヤが最初のピットストップをする前にライコネンは24、25ラップ目にファステストラップを記録した。ライコネンは最速ラップを続け、アロンソとの差を9.2秒まで縮め、結局28ラップ目にピットインした。ライコネンのピット作業はうまく進み、モントーヤの前、2位でコース復帰した。佐藤はヘアピンで今度はトゥルーリにアタックしたが、オーバーランで逆に順位を落とす。30ラップ目にアロンソはリードを30秒まで広げ、順位を落とすこと無く余分なピットストップができるまでになった。
ミハエル・シューマッハは先頭グループで初めに2度目のピットストップを34ラップ目に行い、給油を行った。フリーザッハーがスピン、グラベルに突っ込みタイヤがパンク、2人目のリタイアとなる。38ラップ目にハイドフェルドが2度目のピットストップを行うが、依然10位以下で苦闘していた。バリチェロは40ラップ目にピットイン、6位から10位に順位を落とす。同じラップにクリスチャン・アルバースがヘアピンでのブレーキングでスピンしてグラベルに飛び出て、チームメイトのフリーザッハー同様にリタイアとなる。アロンソはかなりのリードを保持したまま41ラップ目に2度目のピットストップを行い、2位のライコネンに14秒のマージンを維持したままコースに復帰した。その間モントーヤはトラブルに苦しみペースが低下、46ラップ目にエンジントラブルでリタイアとなる。これによってミハエル・シューマッハは最後のピットストップを51ラップ目に行い、表彰台圏内に浮上した。
ウィリアムズの不運は続き、ハイドフェルドは連続してピットイン、運転ができないと不満を訴えた。チームは可能な限りサスペンションの点検を行ったが、ハンドリングの問題がディファレンシャルのトラブルによる物と判明したのは後のことであった。トップ4以外が混戦状態の中で、佐藤はエストリルコーナーでオーバーラン、グラベルに飛び出てデビッド・クルサードにかわされた。55ラップ目にライコネンが最後のピットインを行い、アロンソに33秒差でコースに復帰した。アロンソは58ラップ目に最後のピットインを行い、ライコネンの前でコースに復帰した。フィジケラはピットから出る際にストールし、ルノーのメカニックはエンジン再始動を強いられた。これによって貴重な順位を2つ落とすこととなる。ハイドフェルドも同ラップにピットインし、順位を落とした。
8ラップを残した時点でアロンソは4位のジェンソン・バトンを周回遅れにし、同一周回を走行するのはトップ3のみとなった。そのままレースを制し、シーズンで自身5勝目、ルノーにとっては6勝目の勝利をもたらした。ライコネンは2位でフィニッシュ、選手権ポイントの差は2広がった。一方ミハエル・シューマッハは3位入賞し、チャンピオン争いに留まった。バトンが4位に入りBARの今シーズン初ポイントを獲得、これに続いてトゥルーリ、フィジケラ、ラルフ・シューマッハ、ヴィルヌーヴがポイントを獲得した。この結果、アロンソは24ポイントのリードを維持し、ライコネンが2位、ミハエル・シューマッハがライコネンに迫った。ルノーが依然コンストラクターの首位を維持し、マクラーレンが2位、2ポイント差でフェラーリが3位となった。

## 金曜プラクティス
| コンストラクター        | 国籍         | ドライバー                 |
| ----------------------- | ------------ | -------------------------- |
| マクラーレン-メルセデス | スペインの旗 | ペドロ・デ・ラ・ロサ       |
| ザウバー-ペトロナス     |              | 無し                       |
| レッドブル-コスワース   | イタリアの旗 | ヴィタントニオ・リウッツィ |
| トヨタ                  | フランスの旗 | オリビエ・パニス           |
| ジョーダン-トヨタ       | オランダの旗 | ロバート・ドーンボス       |
| ミナルディ-コスワース   |              | 無し                       |

## 予選
| 順位 | No | ドライバー                 | コンストラクター        | 周回     | 差     |
| ---- | -- | -------------------------- | ----------------------- | -------- | ------ |
| 1    | 5  | フェルナンド・アロンソ     | ルノー                  | 1:14.412 | -      |
| 2    | 16 | ヤルノ・トゥルーリ         | トヨタ                  | 1:14.521 | +0.109 |
| 3    | 9  | キミ・ライコネン           | マクラーレン-メルセデス | 1:14.559 | +0.147 |
| 4    | 1  | ミハエル・シューマッハ     | フェラーリ              | 1:14.572 | +0.160 |
| 5    | 4  | 佐藤琢磨                   | B・A・R-ホンダ          | 1:14.655 | +0.243 |
| 6    | 2  | ルーベンス・バリチェロ     | フェラーリ              | 1:14.832 | +0.420 |
| 7    | 6  | ジャンカルロ・フィジケラ   | ルノー                  | 1:14.887 | +0.475 |
| 8    | 3  | ジェンソン・バトン         | B・A・R-ホンダ          | 1:15.051 | +0.639 |
| 9    | 10 | ファン・パブロ・モントーヤ | マクラーレン-メルセデス | 1:15.406 | +0.994 |
| 10   | 12 | フェリペ・マッサ           | ザウバー-ペトロナス     | 1:15.566 | +1.154 |
| 11   | 11 | ジャック・ヴィルヌーヴ     | ザウバー-ペトロナス     | 1:15.699 | +1.287 |
| 12   | 17 | ラルフ・シューマッハ       | トヨタ                  | 1:15.771 | +1.359 |
| 13   | 7  | マーク・ウェバー           | ウィリアムズ-BMW        | 1:15.885 | +1.473 |
| 14   | 8  | ニック・ハイドフェルド     | ウィリアムズ-BMW        | 1:16.207 | +1.795 |
| 15   | 14 | デビッド・クルサード       | レッドブル-コスワース   | 1:16.434 | +2.022 |
| 16   | 15 | クリスチャン・クリエン     | レッドブル-コスワース   | 1:16.547 | +2.135 |
| 17   | 19 | ナレイン・カーティケヤン   | ジョーダン-トヨタ       | 1:17.857 | +3.445 |
| 18   | 20 | パトリック・フリーザッハー | ミナルディ-コスワース   | 1:17.960 | +3.548 |
| 19   | 18 | ティアゴ・モンテイロ       | ジョーダン-トヨタ       | 1:18.047 | +3.635 |
| 20   | 21 | クリスチャン・アルバース   | ミナルディ-コスワース   | 1:18.335 | +3.923 |

## 決勝
| 順位     | No | 国籍               | ドライバー                 | コンストラクター        | 周回 | タイム         | グリッド | ポイント |
| -------- | -- | ------------------ | -------------------------- | ----------------------- | ---- | -------------- | -------- | -------- |
| 1        | 5  | スペインの旗       | フェルナンド・アロンソ     | ルノー                  | 70   | 1:31:22.232    | 1        | 10       |
| 2        | 9  | フィンランドの旗   | キミ・ライコネン           | マクラーレン-メルセデス | 70   | +11.805        | 13 †     | 8        |
| 3        | 1  | ドイツの旗         | ミハエル・シューマッハ     | フェラーリ              | 70   | +1:21.914      | 3        | 6        |
| 4        | 3  | イギリスの旗       | ジェンソン・バトン         | B・A・R-ホンダ          | 69   | +1 lap         | 7        | 5        |
| 5        | 16 | イタリアの旗       | ヤルノ・トゥルーリ         | トヨタ                  | 69   | +1 lap         | 2        | 4        |
| 6        | 6  | イタリアの旗       | ジャンカルロ・フィジケラ   | ルノー                  | 69   | +1 lap         | 6        | 3        |
| 7        | 17 | ドイツの旗         | ラルフ・シューマッハ       | トヨタ                  | 69   | +1 lap         | 11       | 2        |
| 8        | 11 | カナダの旗         | ジャック・ヴィルヌーヴ     | ザウバー-ペトロナス     | 69   | +1 lap         | 10       | 1        |
| 9        | 2  | ブラジルの旗       | ルーベンス・バリチェロ     | フェラーリ              | 69   | +1 lap         | 5        |          |
| 10       | 14 | イギリスの旗       | デビッド・クルサード       | レッドブル-コスワース   | 69   | +1 lap         | 15       |          |
| 11       | 4  | 日本の旗           | 佐藤琢磨                   | B・A・R-ホンダ          | 69   | +1 lap         | 4        |          |
| 12       | 7  | オーストラリアの旗 | マーク・ウェバー           | ウィリアムズ-BMW        | 68   | +2 laps        | 12       |          |
| 13       | 18 | ポルトガルの旗     | ティアゴ・モンテイロ       | ジョーダン-トヨタ       | 67   | +3 laps        | 19       |          |
| 14       | 8  | ドイツの旗         | ニック・ハイドフェルド     | ウィリアムズ-BMW        | 66   | +4 laps        | 14       |          |
| 15       | 19 | インドの旗         | ナレイン・カーティケヤン   | ジョーダン-トヨタ       | 66   | +4 laps        | 17       |          |
| リタイア | 10 | コロンビアの旗     | ファン・パブロ・モントーヤ | マクラーレン-メルセデス | 46   | エンジン       | 8        |          |
| リタイア | 21 | オランダの旗       | クリスチャン・アルバース   | ミナルディ-コスワース   | 37   | パンク         | 20       |          |
| リタイア | 20 | オーストリアの旗   | パトリック・フリーザッハー | ミナルディ-コスワース   | 33   | パンク         | 18       |          |
| リタイア | 12 | ブラジルの旗       | フェリペ・マッサ           | ザウバー-ペトロナス     | 30   | ハイロドリック | 9        |          |
| リタイア | 15 | オーストリアの旗   | クリスチャン・クリエン     | レッドブル-コスワース   | 1    | 燃料圧         | 16       |          |

† キミ・ライコネンは金曜日にエンジンを交換したため10グリッド降格のペナルティを受けた。

## 第10戦終了時点でのランキング
| 順位 | ドライバー             | ポイント |
| ---- | ---------------------- | -------- |
| 1    | フェルナンド・アロンソ | 69       |
| 2    | キミ・ライコネン       | 45       |
| 3    | ミハエル・シューマッハ | 40       |
| 4    | ヤルノ・トゥルーリ     | 31       |
| 5    | ルーベンス・バリチェロ | 29       |

| 順位 | コンストラクター        | ポイント |
| ---- | ----------------------- | -------- |
| 1    | ルノー                  | 89       |
| 2    | マクラーレン-メルセデス | 71       |
| 3    | フェラーリ              | 69       |
| 4    | トヨタ                  | 53       |
| 5    | ウィリアムズ-BMW        | 47       |

- 注：ドライバー、コンストラクター共にトップ5のみ表示。

## 参照
| 前戦 2005年アメリカグランプリ     | FIA F1世界選手権 2005年シーズン | 次戦 2005年イギリスグランプリ     |
| 前回開催 2004年フランスグランプリ | フランスグランプリ              | 次回開催 2006年フランスグランプリ |

座標: 北緯46度51分51秒 東経3度09分49秒 / 北緯46.86417度 東経3.16361度